# Kenrick Monk
Kenrick Monk (ur. 1 stycznia 1988) – australijski pływak, dwukrotny mistrz świata na krótkim basenie.

## Sukcesy

### Mistrzostwa świata
- 2007 Melbourne –  (sztafeta 4 x 200 m dowolnym)

### Mistrzostwa Świata w Pływaniu (basen 50 m)
- 2009 Rzym –  (sztafeta 4 x 200 m dowolnym)

### Mistrzostwa świata (basen 25 m)
- 2008 Manchester –  (200 m dowolnym)
- 2008 Manchester –  (sztafeta 4 x 200 m dowolnym)